# Calecute
Calecute, Calecut, Calicute ou Calicut (em malaiala: കോഴിക്കോട്, AFI: [koːɻikːoːɖ], por vezes transliterado Kozhikode) é uma cidade do estado de Querala, na costa ocidental da Índia. Tem cerca de 933 000 habitantes.

## Etimologia
O nome da cidade tem origem no calicó, tecido de algodão incluído no rol de produtos que nela se comerciavam já desde o séc. VII.

## História

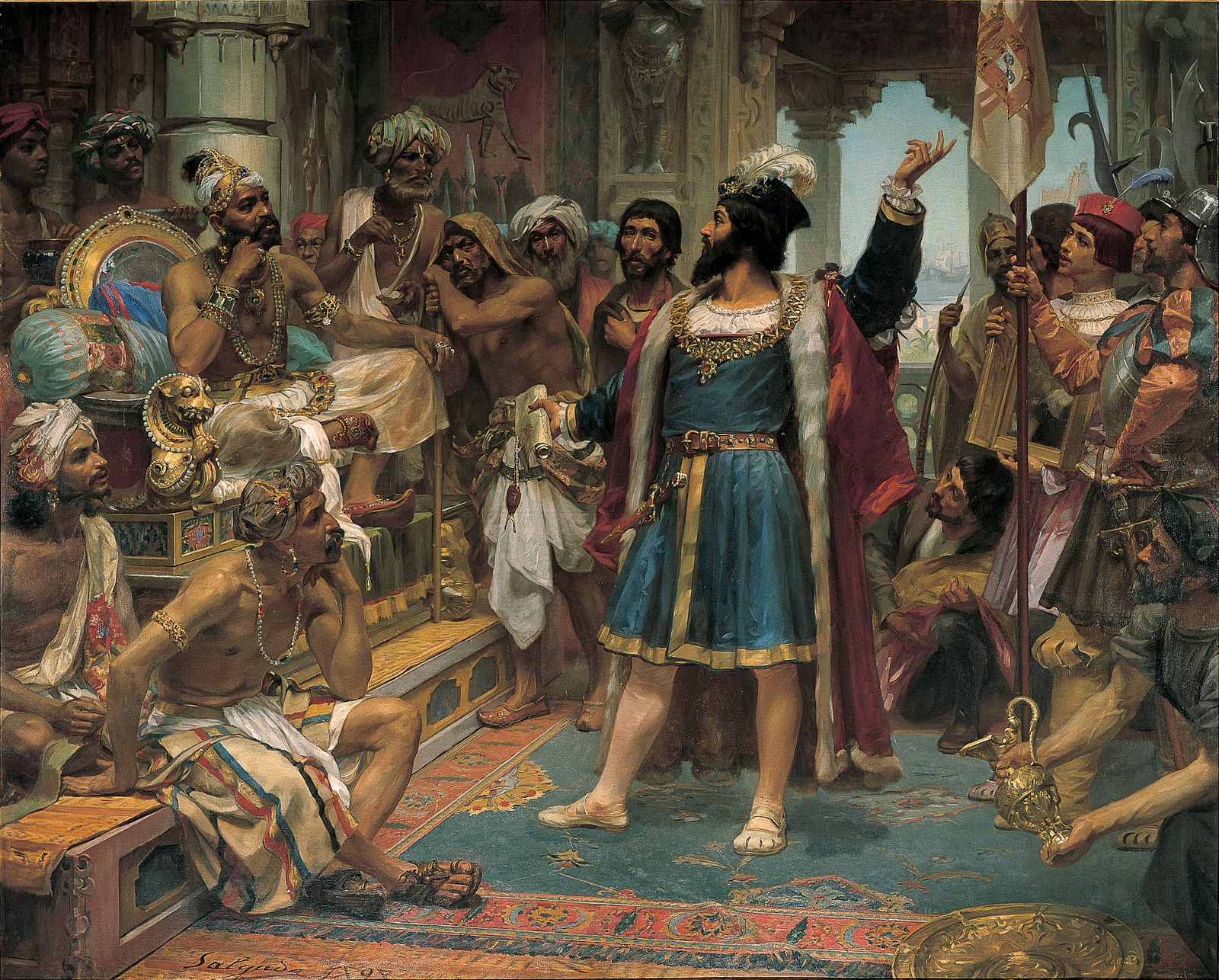
Vasco da Gama perante o Samorim de Calecute (1498), Veloso Salgado

A cidade era dirigida pela dinastia dos samorins, corruptela portuguesa de Samutiri, o "grande senhor do mar". O porto da cidade era o mais importante da costa do Malabar, onde os árabes e os chineses cambiavam suas fazendas contra a produção local. As outras cidades da costa, como Cochim, eram suas vassalas.
Aí aportaram os navegadores portugueses Vasco da Gama (1498) e Pedro Álvares Cabral (1500). Este último tentou erigir uma feitoria para o comércio de especiarias, mas sem êxito, pois os locais saquearam a construção e massacraram dezenas de portugueses. Em meio a essa construção, pereceu, em combate, Pero Vaz de Caminha.
Em 1510, foi empreendida uma malsucedida tentativa de conquista da cidade. A expedição foi organizada por dom Fernando Coutinho, o Marechal do Reino, que levara à Índia ordens específicas para o efeito. O objetivo de estabelecimento de uma feitoria só seria alcançado com Afonso de Albuquerque, que ali ergueu a Fortaleza de Calecute (1513), abandonada a partir de 1525, em razão do deslocamento do eixo do comércio de especiarias para outros locais, como Diu.
Em uma representação de Calecute, datada do século XVI, a legenda assinala:

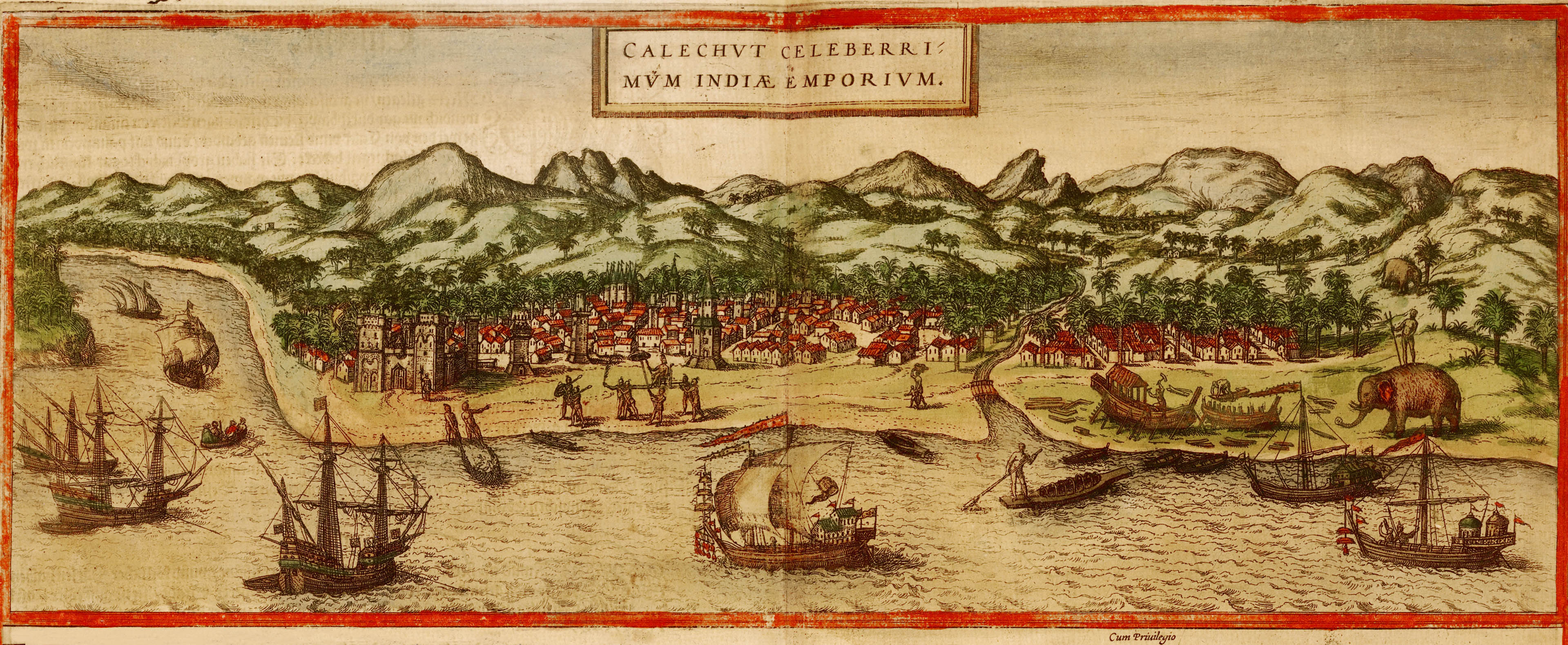
Representação de Calecute no atlas "Civitates orbis terrarum" (Georg Braun e Franz Hogenber, 1572)

| “ | «Calecvv - O Rey de Calecvv cõ temor que os nosos tomariã dele vinganca da morte do Marichal cõ muitos rogos Afonsdalboquerque lhe asentou paz fazendo esta fortaleza a sua custa que esteve em muita paz ate o ano de 1525 que Dõ Joam de Lima sendo capitam alevantou gera e se desfez esta forteleza em tempo do Governador Dom Anrique de Meneses." | ” |

 Em 1664, os ingleses estabeleceram uma feitoria em Calecute, o mesmo tendo feito os franceses, posteriormente, em 1698, seguidos dos dinamarqueses em 1752. No entanto, em 1790, a situação de Calecute ver-se-ia devidamente consolidada, tendo sido integrada definitivamente nos domínios britânicos.